# Baksa-Soós László
Baksa-Soós László (Budapest, 1910. április 28. – Budapest, 1985. október 21.) magyar színművész, színházi rendező.

## Életpályája
1927–1930 között elvégezte Rákosi Szidi színésziskoláját. 1930–1937 között Bárdos Artúr Művész Színházában kezdte pályáját. 1937–1945 között a Nemzeti Színház tagja volt; epizódszerepeket játszott. 1945 után néhány évig kultúrpolitikai területen dolgozott. 1948-tól a Csepeli Munkásotthon színjátszótársulatát vezette. 1951–1953 között az Állami Faluszínház főrendezője volt. 1953–1985 között a Magyar Rádió főrendezője volt. 1971-ben disszidálni kényszerült családja; ezután túszként Budapesten tartotta őt a Belügyminisztérium. 1972 végén a családja után utazhatott egy kisebb aktatáskával minden ingóságát hátrahagyva. 13 év emigráció után Nyugat-Németországban halt meg és ott is temették el.

## Családja
Szülei: Soós János cipész és Crnković Katalin szakácsnő voltak. Testvére; Baksa-Soós György szobrászművész (1908–1978).

## Színházi szerepei
- Schiller: Tell Vilmos – Leuthold
- Madách Imre: Az ember tragédiája – Michelangelo
- Herczeg Ferenc: Ocskay brigadéros – Czeglédi
- Rákosi Viktor: Elnémult harangok – Gáspár

## Színházi rendezései
- Moliére: Tartuffe (1951)
- Urbán Ernő: Tűzkeresztség (1952)

## Rádiórendezései
- Gorkij: Vásza Zseleznova (1959)
- William Shakespeare: Julius Caesar (1960)
- William Shakespeare: V. Henrik (1961)
- Böll: Meghívás teára (1963)
- Vörösmarty Mihály: Zalán futása (1964)
- Mikszáth Kálmán: Két választás Magyarországon (1964)
- Brecht: Dobszó az éjszakában (1965)
- Gárdonyi Géza: Ábel és Eszter (1965)
- Goda Gábor: Magányos utazás (1966)
- Rolland: Colas Breugnon (1966)
- Brecht: Állítsátok meg Arturo Uit! (1967)
- Balzac: Elveszett illúziók (1969)
- Remarque: Három bajtárs (1971)
- Krúdy Gyula: Szindbád (1971)
- Turgenyev: Apák és fiúk (1971)
- Stendhal: Vörös és fekete (1972)

## Filmjei
- Ne kérdezd, ki voltam (1941) – Kazár György, író
- A láp virága (1942) – Szentgróthy, Miklós barátja (Baksa Sós László nevén)
- Ópiumkeringő (1942) – Pécsi, az orvos
- Futóhomok (1943) – Orvos
- Valamit visz a víz (1943) – Venczel Ferenc, intéző

## Szinkronszerepei
| Év   | Cím                       | Szereplő          | Színész            | Szinkron év |
| ---- | ------------------------- | ----------------- | ------------------ | ----------- |
| 1956 | Fényes esküvő             | Tom Hurley        | Ernest Borgnine    | 1959        |
| 1958 | Hárman jöttek az erdőből  | N/A               | N/A                | 1959        |
| 1959 | A Nap mindenkinek világít | Koreny            | Jevgenyij Burenkov | 1960        |
| 1959 | Diplomácia, óh!           | Alexis nagyherceg | John Le Mesurier   | 1960        |
| 1960 | Kenyér és rózsák          | Szamojlo Petelkin | Anatolij Szolovjov | 1961        |